# Ian Stewart
 Ikke at forveksle med Ian Stewart (matematiker).
Ian ”Stu” Stewart (18. juli 1938 i Skotland – 12. december 1985 i London) var officielt medlem af The Rolling Stones fra 1961 – 1962 og uofficielt medlem indtil sin død. 
Ian Stewart spillede keyboard og var The Rolling Stones' road manager i næsten 24 år, fra grundlæggelsen af bandet og til sin død. Han blev ofte betragtet som ”den 6. stone” . Til trods for at han officielt havde forladt bandet, på grund af han ikke så godt nok ud, var han en vigtig del af The Stones, både musikalsk og personligt. Blandt hans bedste arbejde sammen med  The Stones kan bemærkes: ”Let It Bleed”, ”Brown Sugar”, ”Dead Flowers”, ”Sweet Virginia”, ”Honky Tonk Women”.
Stewart har også arbejdet sammen andre kunstnere blandt andet Led Zeppelin på for eksempel ”Rock and Roll”  og ”Boogie With Stu”  hvor Stu var den som Led Zeppelin sang om . 
I slutningen af 1970'erne og begyndelsen af 1980'erne dannede Stewart et boogie-woogie jazz band, Rocket 88, sammen med Charlie Watts på trommer, Alexis Korner på guitar og Jack Bruce på bass. 
Stewart døde den 12. december 1985 af et hjertetilfælde mens han sad i sin læges venteværelse . 
Efter Stewarts død udtalte Mick Jagger: Jeg vil virkelig savne ham. Stu var den eneste fyr vi prøvede at tilfredsstille. Vi ville have hans accept når vi havde skrevet eller indspillet en sang. Vi ville have at han kunne lide det . 